# 賀竜

左から鄧小平・賀竜・朱徳（1949年）

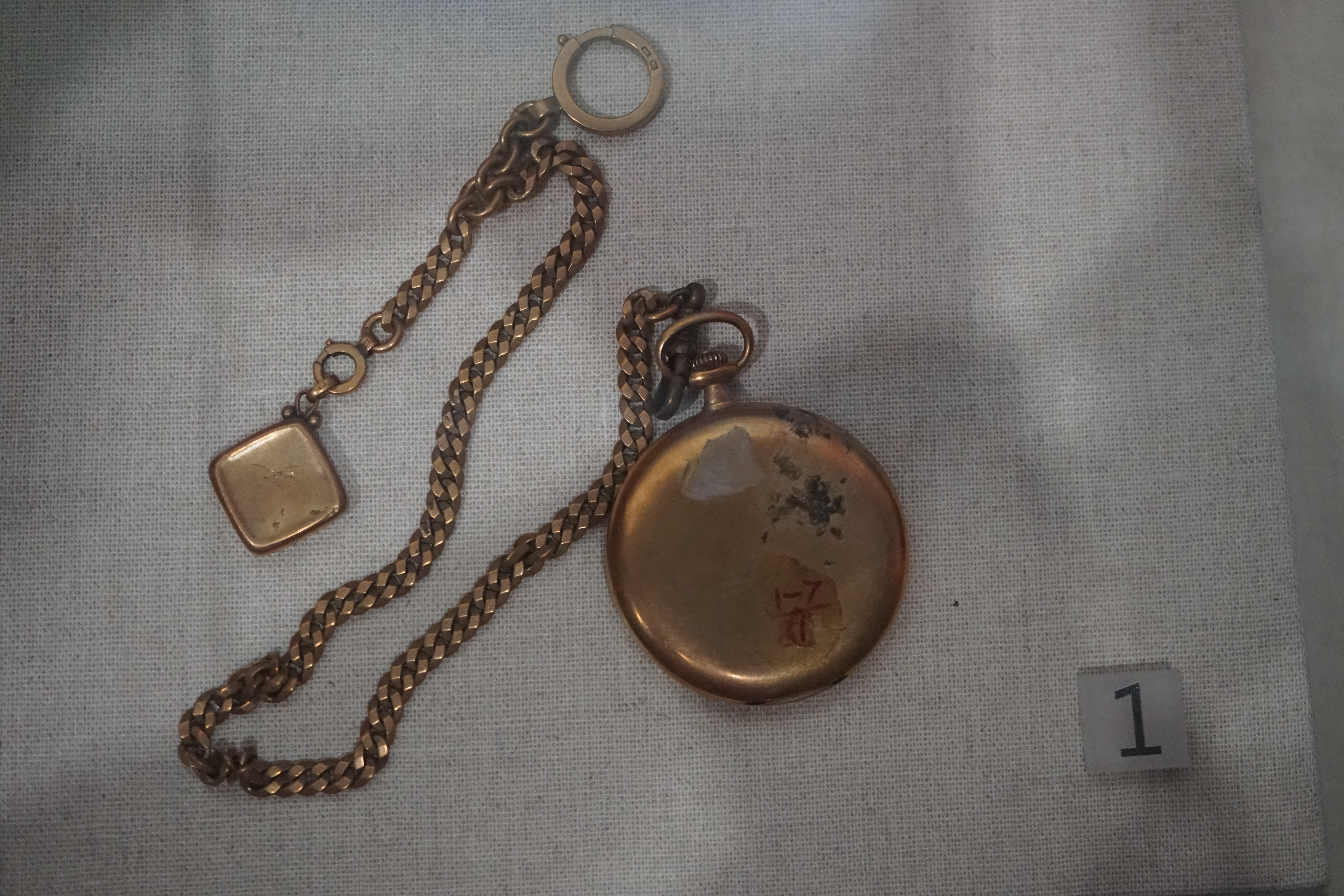
賀竜が愛用した懐中時計

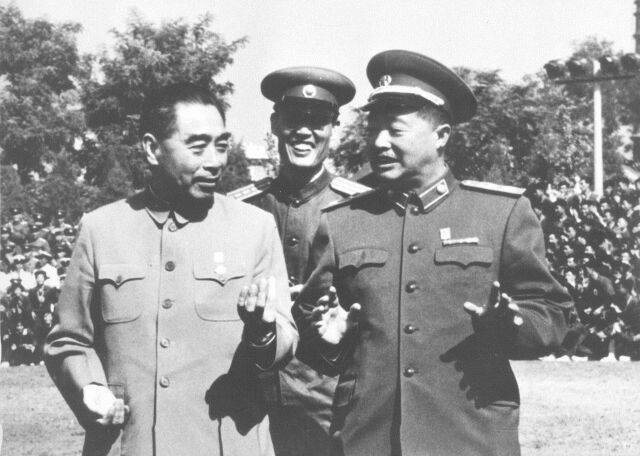
周恩来と（1956年）

賀 竜（が りゅう、ホー・ロン、1896年3月22日 - 1969年6月9日）は、中華民国・中華人民共和国の軍人。中国共産党員として中華人民共和国建国に大きな功労を残したが、文化大革命により失脚した。中華人民共和国元帥。

## 経歴
1896年3月22日、湖南省永順府桑植県の貧農の家に生まれた。本名は賀文常、字は雲卿。7歳から14歳まで学校教育を受けたとされているが、実際は学籍は無かったと考えられ、自伝の中では塩の運搬に従事し家計を助けたとされている。才気煥発で剛直、朴訥な性格ではあったが、無学であったことがその後の賀竜の人生に大きな影響を与えた。
1914年、孫文率いる中華革命党に参加し、1916年には地元で革命軍を組織するも、決起は失敗。1918年に湖南靖国軍営長となる。1922年、中国国民党四川作戦に参加、川東辺防軍警備旅団旅団長になる。1923年、孫文によって四川『討賊軍』第1混成旅団旅団長に任命された。1925年、建国川軍第1師団中将師団長に任命された。1925年4月、澧州鎮守使に就任。

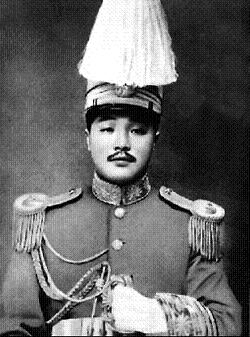
1925年4月、澧州鎮守使に就任

### 国共内戦期
1926年、国民革命軍に参加し、第8軍第6師団師団長および湘西鎮守使に任命された。8月、蔣介石により北伐が開始されると、国民革命軍第9軍第1師団師団長に任命。
1927年2月、国民革命軍第15師団師団長に任命。5月、第二回北伐を参加。6月、国民革命軍第20軍軍長に任命され、武漢に返った。
しかし、まもなく北伐軍から離反し、1927年8月1日には南昌起義総指揮として総決起を指導したが敗退。南下途中の1927年9月、中国共産党に入党した。
1935年からの長征に参加。1936年に紅軍第二方面軍司令官、1937年に八路軍120師長に任命。1940年、晋西北軍区（後に晋綏軍区に改編）参謀。

### 人民共和国建国後
1950年、西南軍区司令に任命され、チベット解放を指揮した。1952年より、国家体育委員会主任を兼務。1954年9月29日、国務院副総理に任命され、同年に人民革命軍事委員会副主席に任命。1955年、中華人民共和国元帥。
1956年9月28日、第8期1中全会で中共中央政治局委員に選出。1959年、中共中央軍事委員会副主席に選出。1960年、中央軍事委員会国防工業委員会主任。
文化大革命の際は四人組に批判され、投獄された。獄中では糖尿病を患ったが適切な投薬を受けなかったため、糖尿病性ケトアシドーシスの症状が出た。1969年6月9日にインスリンの代わりに高浸透圧のブドウ糖溶液を点滴され、獄死した。享年74（満73歳没）。1982年、名誉回復。

## 思想
賀竜自身による著作が少ないため、どのような思想を有していたのかについて詳細に説明した資料は限定的である。その思想は毛沢東や周恩来などの回想による。文化大革命中に批判対象とされたが、1967年1月、周恩来の指令を受けた人民解放軍によって妻とともに救出された。しかし当時軍内における反林彪派幹部に対する攻撃は熾烈を極め、軟禁状態に置かれ、1969年6月に病死した。1973年には毛沢東による『賀竜を見誤っていた』との発言により、1974年に名誉回復がなされた。賀竜には学問のなさに大きなコンプレックスがあり、発言も控えめであったため誤解されたといわれる。

## 人物像
賀竜の革命運動参加は二本の包丁から始まったといわれている。16歳のとき牛刀2本で大地主の私兵を襲い、武器弾薬を入手して革命軍を組織した逸話が残されている。21歳には2万人にものぼる農民軍を率い叛乱を組織したと伝えられる。
硬い意志と不屈の闘志で革命を戦い抜き、最後まで毛沢東を慕っていたと言われ、四人組に攻撃された際も、毛沢東を信じて最後まで自説を曲げなかったことが却って四人組の憎悪をかきたて、軟禁される原因となった。
ひげを蓄えた容貌と朴訥な性格から国民の間での人気は高く、国家体育運動委員会主任を務めるなどスポーツの振興にも熱心だった。1958年に中国チームがワールドカップの予選に敗退したときは、「三大競技（サッカー・バスケットボール・バレーボール）が予選を突破できなければ死んでも死にきれない」と慨嘆したエピソードがある。

## 顕彰
現在では故郷の湖南省に賀竜公園が、南昌には賀竜が南昌蜂起の際に革命軍を指揮したことを記念する指揮部旧址が造られ、故人が偲ばれている。また長沙市には賀竜スタジアムがある。